# 乔治·格罗特
乔治·格罗特（George Grote，1794年11月17日—1871年6月18日）是一位英国國會議員（第11屆至13屆英國下議院議員）、古典历史学家、皇家学会会员、皇家历史学会會長。曾任倫敦大學董事會成員、伦敦大学副校长、校長以及不列颠博物馆理事。他還是《希腊史》（History of Greece）一書的作者。
乔治·格罗特生于肯特郡克莱希耳的银行家家庭。十六岁起在银行任职、闲暇时间研究文学、历史、政治经济学和哲学等。1826—1830年参与伦敦大学的创办工作。1850年任大学评议会委员。1862年任副校长。曾任下议院议员。1846—1856年陆续出版《希腊史》十二卷。书中主要记叙古希腊的政治制度，取材丰富，考证綦详，极力颂扬古希腊的古典民主政治。晚年致力于对柏拉图和亚里士多德的研究。